# ورزشگاه هفتصدمین سالگرد
ورزشگاه هفتصدمین سالگرد یک ورزشگاه در کشور تایلند است. این ورزشگاه که در شهر چیانگ مای قرار دارد در سال ۱۹۹۵ تأسیس شده و ظرفیت آن ۱۷۹۰۹ نفر است.